# Mears Memorial Bridge
Die Mears Memorial Bridge ist eine eingleisige Eisenbahnbrücke über den Tanana River bei Nenana im US-amerikanischen Bundesstaat Alaska. Die Fachwerkbrücke wurde bis 1923 von der Alaska Railroad als  Teil der Verbindung von Seward an der Pazifikküste nach Fairbanks im Landesinneren errichtet. Sie besitzt mit 213 Metern einen der weltweit längsten einfachen Fachwerkträger zwischen zwei Auflagern sowie seit ihrer Fertigstellung die längste Spannweite in Alaska. Die Brücke ist benannt nach Colonel Frederick Mears, Chefingenieur der Alaskan Engineering Commission, aus der später die Alaska Railroad hervorging.

## Geschichte

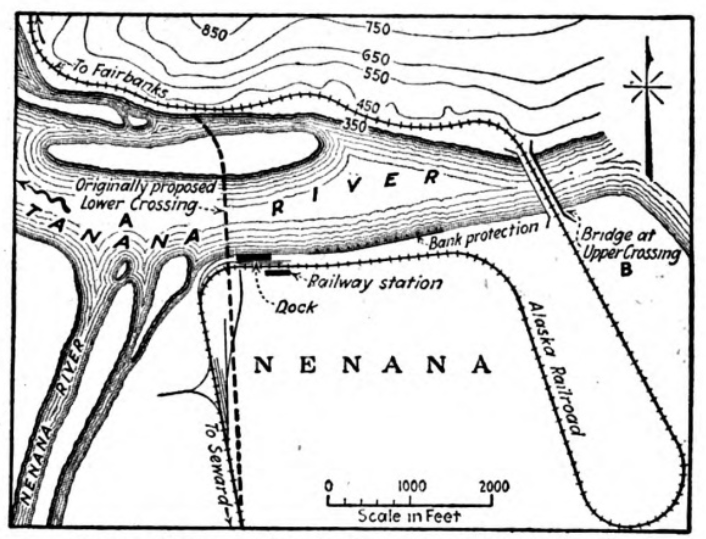
Lage der Brücke (rechts) über den Tanana, an der Position der ursprünglich geplanten Streckenführung (links) verläuft heute die Brücke des George Parks Highway

Anfang des 20. Jahrhunderts entstanden in Alaska mit der Alaska Central Railway (später Alaska Northern Railway) und der Tanana Valley Railroad die ersten Eisenbahngesellschaften. 1914 wurde die staatliche Alaskan Engineering Commission gegründet, welche die Strecken der beiden Eisenbahngesellschaften von insgesamt etwa 200 Kilometern erwarb und unter Leitung des Chefingenieurs Colonel Frederick Mears bis 1923 auf über 750 Kilometer von Seward an der Pazifikküste in Richtung Norden nach Fairbanks im Landesinneren ausbaute. Mit der Fertigstellung erhielt die staatliche Eisenbahngesellschaft ihren heutigen Namen Alaska Railroad.
Als Teil der Strecke wurde Anfang der 1920er-Jahre eine Brücke bei Nenana über den Tanana geplant. Ein ursprünglich vorgesehene Streckenführung westlich von Nenana am Zusammenfluss des Nenana River mit dem Tanana River wurde später verworfen, da der Aufwand für die nötigen Strompfeiler, aufgrund des hier vorherrschenden massiven Eisgangs im Frühjahr, als zu hoch eingestuft und die langfristige Sicherheit der Pfeiler angezweifelt wurde – an der Position dieser alternativen Streckenführung verläuft seit 1967 die Straßenbrücke des George Parks Highway.
Die Alaskan Engineering Commission beauftragte den Brückenbauingenieur Ralph Modjeski mit der Konstruktion einer Brücke ohne Strompfeiler weiter östlich, wo der Tanana nur etwa 200 m breit ist. In Zusammenarbeit mit Walter E. Angier (Modjeski & Angier) entwarf er eine Fachwerkbrücke mit einem 213 m langen zentralen Träger. Mit dem von Modjeski für die Metropolis Bridge (1917) konstruierten 220 m langen Träger waren dies damals die weltweit längsten einfachen Fachwerkträger zwischen zwei Auflagern (Einfeldträger); Spannweiten dieser Größenordnung wurden in Fachwerkbrücken überwiegend nur mit Gerberträgern oder Durchlaufträgern realisiert. Angier inspizierte den Standort der Brücke im Frühjahr 1920 und erneut mit dem Start des Baus der Brückenpfeiler im Juni 1922. Die Fachwerkträger wurden von der American Bridge Company hergestellt und unter der Leitung von Frederick Mears im Winter 1922/23 errichtet. Der erste Zug überquerte die Brücke am 9. Februar 1923.

## Beschreibung
Zentrales Element der Brücke ist eine 213,4 m langer Fachwerkträger mit gebogenem Obergurt und untenliegendem Gleis, ausgeführt als Pennsylvania truss mit den typischen zusätzlichen Querverstrebungen im unteren Bereich. Diese Bauform wurde von der Pennsylvania Railroad entwickelt, war bei höheren Traglasten im Design materialsparender als ältere Fachwerkskonstruktionen und fand bis in die 1930er-Jahre Verwendung. Die Höhe beträgt 29 m und die Breite etwa 12 m, wobei die bis zu 1,2 m breiten Gurte der stählernen Fachwerke einen Abstand von 11 m zwischen ihren Mittelachsen haben. Die nur auf Zug belasteten Strukturelemente sind aus Augenstäben aufgebaut und mit Bolzen (engl. pin) von größtenteils 30 cm Durchmesser miteinander und mit den restlichen Stäben und Gurten verbunden (mit kleinen Kreisen in der Zeichnung unten markiert); die restlichen Verbindungen sind genietet. Für den Fachwerkträger wurden insgesamt circa 2160 Tonnen Stahl verbaut, wobei die schwersten verarbeiteten Teile der Gurte bis zu 24 Tonnen wogen.
Der Fachwerkträger ruht auf Pfeilern aus Stahlbeton (zw. 11 und 12) mit einer Höhe von etwa 18 m von der Fundamentunterkante. Alle Pfeiler auf der Südseite in Richtung Nenana (Streckenführung nach Seward) sind mittels Pfahlgründung im hier vorherrschenden Lehm-Untergrund verankert, der nördliche Pfeiler (12) ist direkt auf Glimmerschiefer errichtet. Auf der Nordseite (Streckenführung nach Fairbanks) folgt zum Widerlager (13) eine 19,1 m lange Balkenbrücke. In Richtung Süden nach Nenana folgt ein kleiner parallelgurtiger Fachwerkträger mit obenliegendem Gleis von 36,6 m Länge (zw. 10 und 11), an den sich eine 128,0 m lange Trestle-Brücke mit Vollwandträgern anschließt. Da die Südzufahrt auf der Nenana-Seite leicht ansteigend ist, hat die Trestle-Brücke eine Steigung von 10 ‰ und der folgende kleine Fachwerkträger noch 5 ‰. Die Gesamtlänge der Mears Memorial Bridge beträgt 397,0 m.

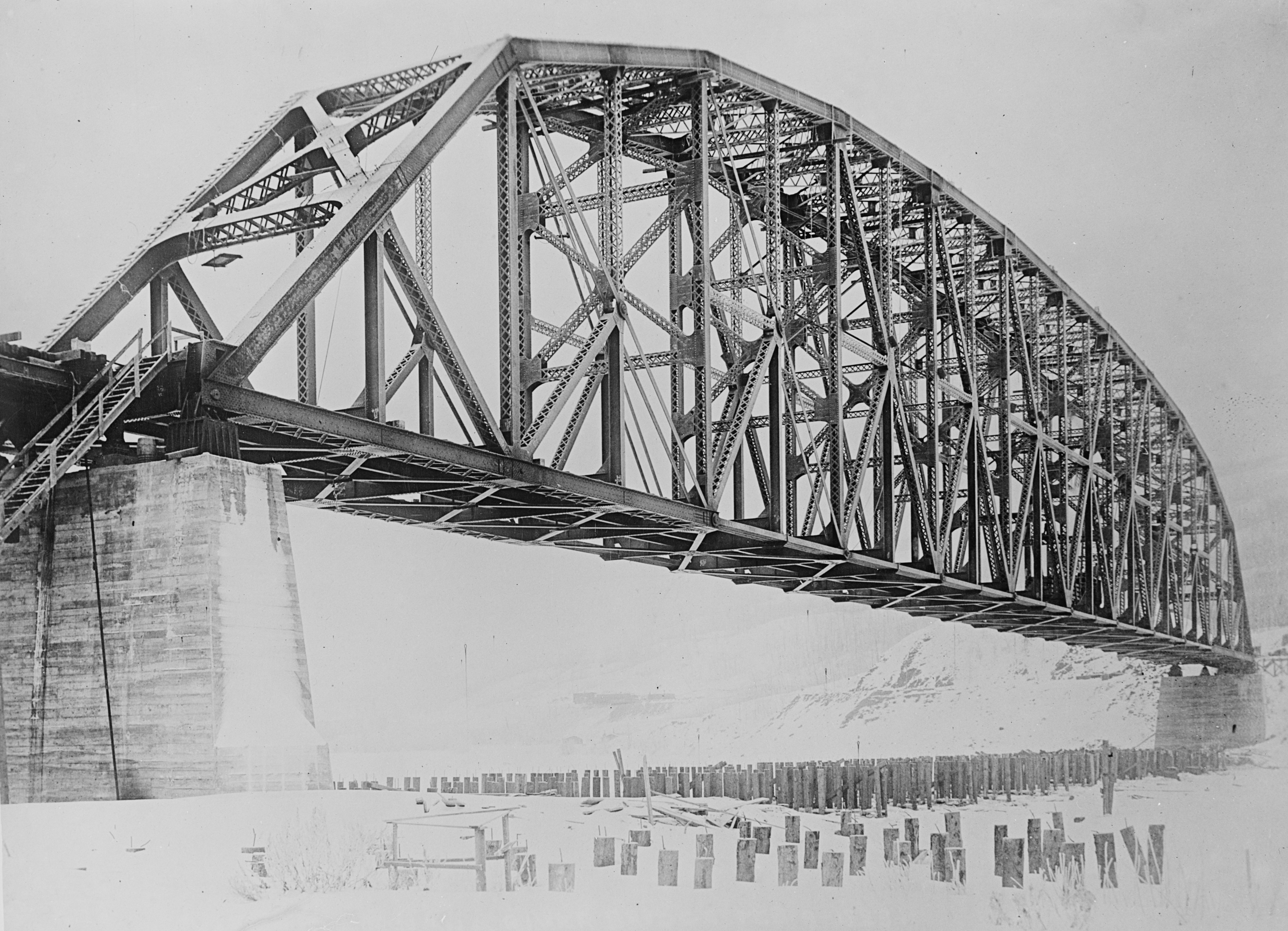
Die Fachwerkbrücke nach ihrer Fertigstellung 1923, Überreste der Baugerüste noch im Flussbett
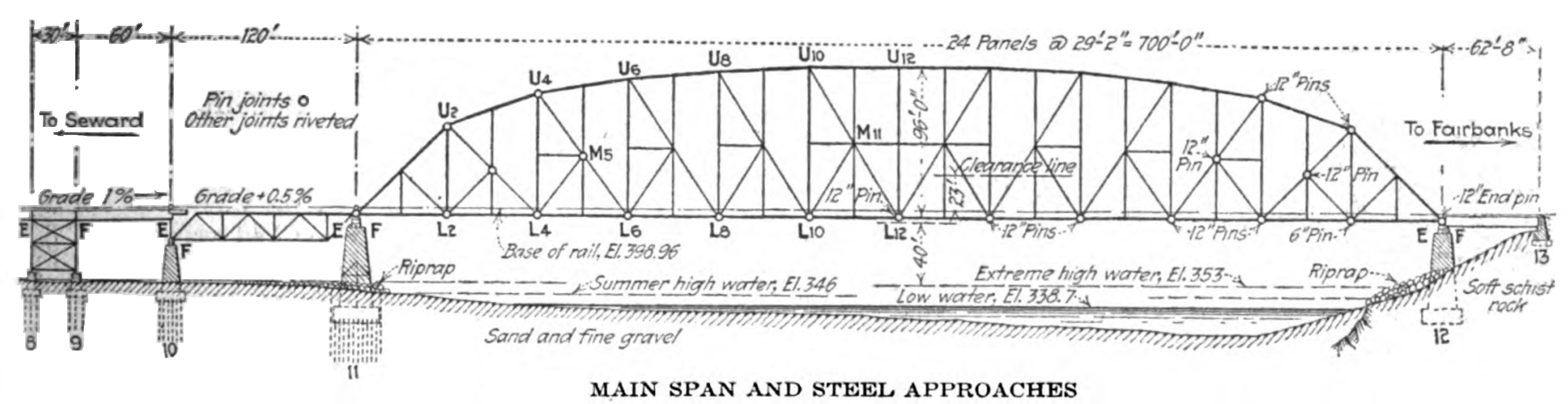
Schematische Zeichnung von 1923: zentraler Fachwerkträger über den Tanana mit einer Länge von 213 m und einer Höhe von 29 m, Trestle-Brücke der Süd-Zufahrt nicht vollständig dargestellt; Angaben in Fuß (′) und Zoll (″)
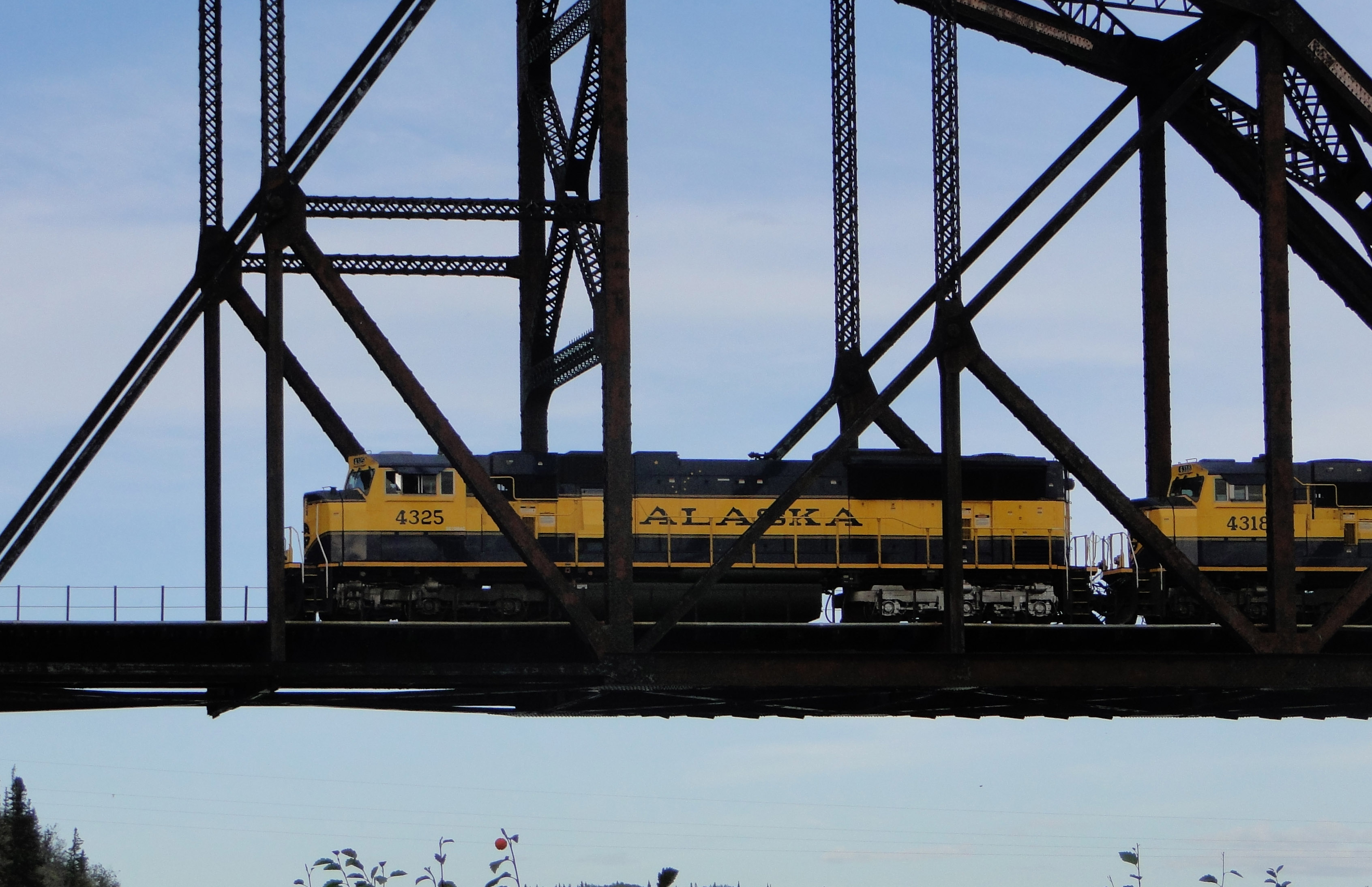
Zug der Alaska Railroad auf der Brücke 2010